# 罗尔达诺·西梅奥尼
罗尔达诺·西梅奥尼（義大利語：Roldano Simeoni，1948年12月21日—），意大利男子水球运动员。他曾代表意大利参加1972年、1976年和1980年夏季奥林匹克运动会水球比赛，其中1976年奥运会收获一枚银牌。